# Weybridge
Weybridge este un oraș în comitatul Surrey, regiunea South East, Anglia. Orașul se află în districtul Elmbridge.

## Personalități
- Jacqueline Bisset, actriță